# Portale für die Hochschullehre
Portale (lateinisch porta „Pforte“) für die Hochschullehre sind Webseiten, die als Eingangstor oder Hub für eine Vielzahl von Informationen und Diensten zu lehr-lernbezogen Inhalten dienen. Sie sind zentrale Anlaufstellen für  Lehrende, die verschiedene Informationen, Dienste und hochschuldidaktische Ressourcen suchen, um ihre Lehrpraxis zu unterstützen und zu verbessern. Eine der wesentlichen Funktionen solcher Portale besteht darin, aus der Fülle der im Web verfügbaren Informationen diejenigen auszuwählen, die selbst gewählten Kriterien in Bezug auf Relevanz, Qualität und Aktualität entsprechen.

## Entwicklung
Mit dem Zugang zum World Wide Web begann die Entwicklung von Internetportalen. Eines der ersten Portale für die Hochschullehre in Deutschland war e-teaching.org. Diese Plattform feierte 2023 ihr 20-jähriges Bestehen. Mittlerweile gibt es in der deutschen Hochschullandschaft mehr als 90 Portale.

## Arten
Portale in der Hochschullehre haben verschiedene Ausrichtungen. Unterschieden werden können
- Portale von Bund und Ländern

- Themenbezogene Portale

- Fach- bzw. disziplinbezogene Portale

- Methodenportale und Toolboxen

## Lehrbezogene Portale in Deutschland

### Portale von Bund und Ländern

#### Deutscher Bildungsserver
Der Deutsche Bildungsserver wurde 1996 von Bund und Ländern als zentraler Wegweiser zum Bildungssystem in Deutschland sowie als Informationsangebot zum Thema Bildung weltweit eingerichtet. Er bietet Zugang zu Informationen und Internetquellen. Als Meta-Server verweist er primär auf Internet-Ressourcen, die u. a. von Bund und Ländern, der Europäischen Union, von Hochschulen, Schulen, Landesinstituten, Forschungs- und Serviceeinrichtungen und Einrichtungen der Fachinformation bereitgestellt werden.
Das Themenspektrum umfasst alle Bildungsstufen, von der Elementarbildung über Schule, Berufliche Bildung, Erwachsenen-/Weiterbildung bis zur Hochschulbildung und Wissenschaft und Bildungsforschung. Im Bereich der Hochschulbildung gibt es Informationen zu Hochschulpolitik, -recht, -verwaltung, -reformen und Hochschulforschung wie auch zu Lehre, Didaktik und Studium.
In vielen deutschen Bundesländern gibt es Landeseinrichtungen zur Unterstützung der Lehre mit digitalen Medien. Das Angebot, die Struktur, die Ressourcen und die Finanzierung sind föderal sehr unterschiedlich. Ein Teil der Landeseinrichtungen hat sich im Netzwerk der Landeseinrichtungen für digitale Hochschullehre (NeL) zusammengeschlossen. Einen Überblick über die Einrichtungen aller Bundesländer, deren Ziele, Aktivitäten und Angebote bietet das Portal e-teaching.org. Zu den einzelnen Einrichtungen gehören u. a. die folgenden:

#### ORCA.nrw
Open Resources Campus NRW (ORCA.nrw) ist ein gemeinsames Portal für digital gestütztes Lehren und Lernen der öffentlich-rechtlichen Hochschulen in NRW. Es ist ein Kooperationsvorhaben der Digitalen Hochschule NRW und wird vom Ministerium für Kultur und Wissenschaft NRW gefördert.

#### vhb
Die virtuelle hochschule bayern (vhb) ist ein gemeinsamer virtueller Campus 33 bayerischer Hochschulen.

### Themenbezogene Portale

#### e-teaching.org
e-teaching.org ist ein nicht-kommerzielles und frei zugängliches Internetportal zum Einsatz digitaler Medien in der Hochschullehre. Das Angebot des Leibniz-Instituts für Wissensmedien (IWM) in Tübingen ging im Jahr 2003 online und enthält wissenschaftlich fundierte und praxisorientierte Informationen zu didaktischen, technischen und organisatorischen Aspekten der Gestaltung von Hochschullehre.

#### Hochschulforum Digitalisierung (HfD)
2014 wurde das Hochschulforum Digitalisierung (HfD) gegründet. Das HfD wird vom Bundesministerium für Bildung und Forschung (BMBF) gefördert. Als eine gemeinsame Initiative des Stifterverbandes, des Centrums für Hochschulentwicklung (CHE) und der Hochschulrektorenkonferenz (HRK) trägt es in der Veränderung der Hochschullehre durch Digitalisierung unterstützend bei, durch Informationen und Angebote für Beratung, Austausch und Vernetzung.

#### Kompetenzzentrum für Diversity Management in Studium und Lehre (KomDiM)
Seit 2012 bietet das Portal komdim.de (Kompetenzzentrum für Diversity Management (DiM) für Studium und Lehre) lehrbezogenen Content und hochschuldidaktische Konzepte an. Es zeigt Strukturmerkmale auf und präsentiert die 42 Profile der Hochschulen in NRW auf Knopfdruck. Die ersten 5 Jahre wurde das Portal als Teil eines Projektes vom Qualitätspakt Lehre gefördert und seit 2017 von der Technischen Hochschule Köln und der Universität Duisburg-Essen fortgeführt.

### Fach- bzw. disziplinbezogene Portale

#### Clearing House Unterricht
Das Clearing House Unterricht fasst wissenschaftliche Erkenntnisse zu effektivem MINT-Unterricht in der Sekundarstufe zusammen und bereitet sie für die Lehrkräftebildung auf.

#### Exploring Economics
Die Idee zu Exploring Economics entstand im Netzwerk Plurale Ökonomik, das mit seinen 500 Mitgliedern und 30 Hochschulgruppen die Bewegung für einen Wandel in der Wirtschaftswissenschaft bündelt und der internationalen Curriculum-Change Bewegung mit Exploring Economics eine E-Learning Plattform bereitstellt, auf der eine neue Wirtschaftswissenschaft Gestalt annimmt.

#### Open Music Academy
Die Open Music Academy (OMA) ist eine Lehr- und Lernplattform für die Entwicklung und Veröffentlichung von Open Educational Resources (OER) für das Fach Musik. Die OMA ist ein Projekt der Hochschule für Musik und Theater München, das von August 2021 bis Dezember 2025 von der Stiftung Innovation in der Hochschullehre gefördert wird.

#### Plattform für Lehrerinnen und Lehrer als Demokratiebotschafter (PLEBS)
Seit 2019 baut die Plattform PLEBS Möglichkeiten aus, die die Entwicklung von Demokratiekompetenzen von Lehrkräften in der Aus- und Weiterbildung unterstützt. Das Portal ist im Rahmen der Lehrkräftebildung an der Ludwig-Maximilians-Universität München angesiedelt und wird im Rahmen der gemeinsamen Qualitätsoffensive Lehrerbildung von Bund und Ländern aus Mitteln des Bundesministeriums für Bildung und Forschung (BMBF) gefördert.

#### Tellme-TEACH
Serverbasierte Forschungsprojekte zu digitalen Lehr-/Lerntools für die medizinische Ausbildung. Das Portal Tellme-TEACH wird vom Dieter Scheffner Fachzentrum (DSFZ) der Berliner Universitätsmedizin Charité bereitgestellt. Es bietet Test-enhanced Learning, Infografiken für die medizinische Ausbildung und digitale Ressourcen als E-Portfolio an.

### Methodenportale und Toolboxen
einfachlehren
Das Hochschuldidaktik Portal „einfachlehren“ der TU Darmstadt bietet wissenschaftlich fundierte Tipps und Lösungen für gute Hochschullehre. Alle Inhalte entstammen konkreten Fragestellungen von Lehrenden.

#### Insel der Forschung – Eine interaktive Materialsammlung für forschendes Lernen
Die Insel der Forschung des Hamburger Zentrums für Universitäres Lehren und Lernen (HUL) hält unterschiedliche Materialien und Instrumente zum Thema Forschendes Lernen bereit und richtet sich an Hochschuldidaktiker und Hochschuldidaktikerinnen sowie interessierte Lehrende, die forschendes Lernen in Seminaren umsetzen.

#### Konstruktiver Methodenpool (Kersten Reich)
Diese Toolbox zur Konstruktivistischen Didaktik bietet seit 2003/04 unterschiedliche Methoden für die Lehrpraxis beispielhaft, praktisch begründet und mit Quellen belegt an. Der Methodenpool wird von Kersten Reich herausgegeben.

#### Lehre laden
Das Portal Lehre laden des Zentrums für Wissenschaftsdidaktik der Ruhr-Universität Bochum versteht sich selbst als Downloadcenter für inspirierende Lehre.

#### Lehrpfade
Die Lehrpfade des Zentrums für Lehrentwicklung der TH Köln bieten ein praxisorientiertes Selbstlernangebot zu hochschuldidaktischen Tools, Methoden und Theorien, das Lehrende bei der Entwicklung innovativer Lehrstrategien unterstützt. Multimediale Artikel helfen, didaktische Kompetenzen zu vertiefen und passende Lehrwerkzeuge kennenzulernen.

#### Toolboxen zu Gender & Diversity
Sammlung von Toolboxen zu Gender & Diversity des Zentrums für Kompetenzentwicklung für Diversity Management (KomDiM) an Hochschulen.

#### Patternpool
Patternpool liefert eine Sammlung bewährter Lösungen für Lehre und Hochschuldidaktik.